# (50000) Quaoar
Pour les articles homonymes, voir Quaoar.
(50000) Quaoar, dont la désignation provisoire était 2002 LM60, est un objet transneptunien hadéocroiseur découvert en 2002. Son diamètre, estimé à 1 110 km, en fait une planète naine  et l'un des plus gros objets de la ceinture de Kuiper. Il a au moins un satellite, Weywot, et un anneau.
Quaoar a une forme ellipsoïdale allongée, le diamètre estimé étant un diamètre moyen.

## Histoire

### Découverte

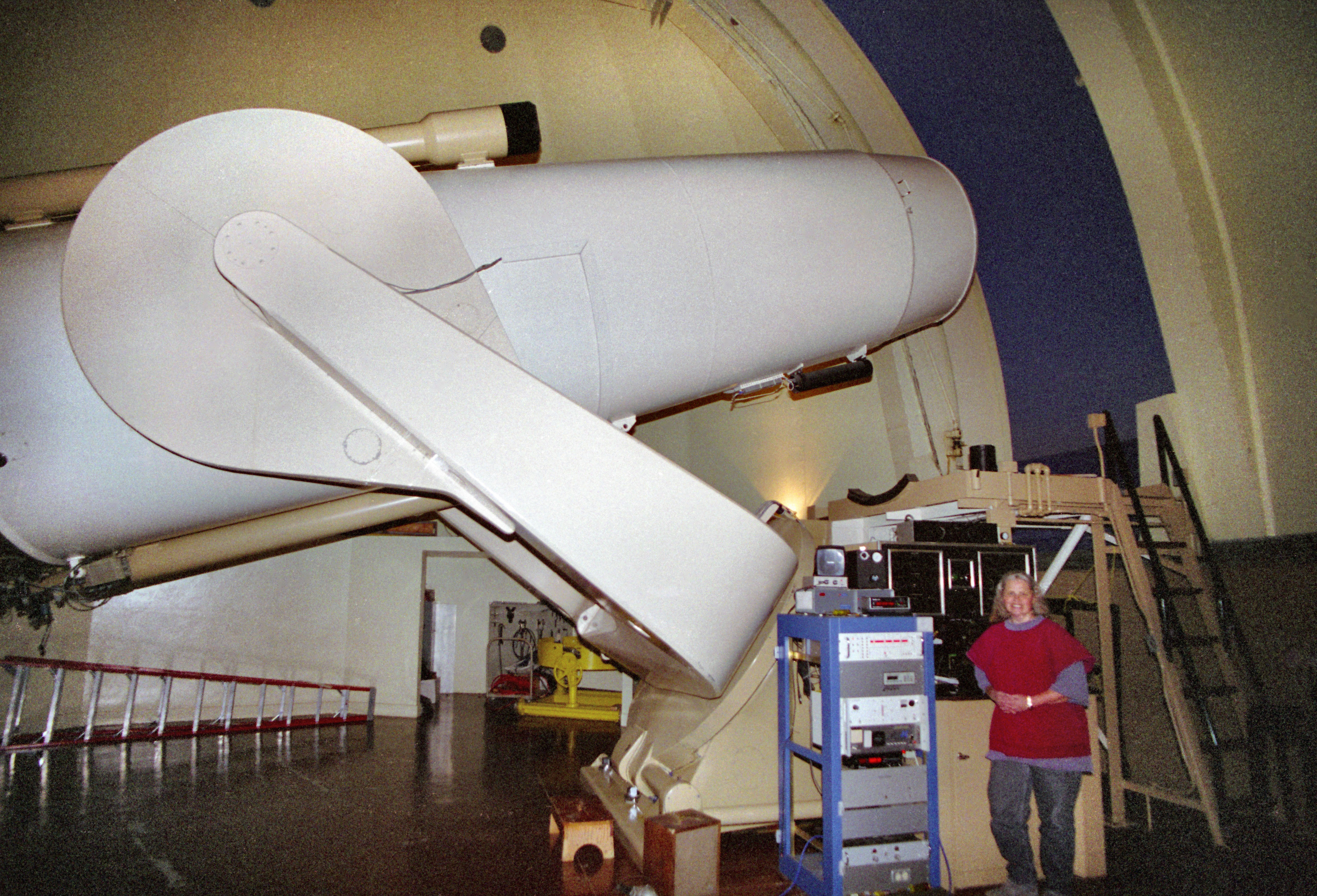
Quaoar est découvert à l'aide du télescope de Schmidt Samuel-Oschin à l'observatoire Palomar.

Quaoar est découvert le 4 juin 2002 par les astronomes américains Chad Trujillo et Michael Brown à l'observatoire Palomar, en Californie. La découverte fait partie du Caltech Wide Area Sky Survey, qui a été conçu pour rechercher les objets les plus brillants de la ceinture de Kuiper à l'aide du télescope de Schmidt Samuel-Oschin de 1,22 mètre. Quaoar est identifié pour la première fois sur des images par Trujillo le 5 juin 2002, lorsqu'il remarque un objet sombre de magnitude apparente 18,6 se déplaçant lentement parmi les étoiles en arrière-plan,. Quaoar apparaît alors relativement brillant pour un objet lointain, suggérant qu'il pourrait avoir une taille comparable au diamètre de la planète naine Pluton.
Pour déterminer l'orbite de Quaoar, Brown et Trujillo lancent une recherche d'images d'archives pré-découverte. Ils en obtiennent plusieurs images prises par l'enquête Near-Earth Asteroid Tracking à partir de divers observatoires en 1996 et 2000-2002. En particulier, ils trouvent aussi deux plaques photographiques d'archives prises par l'astronome Charles T. Kowal en mai 1983, qui à l'époque recherchait l'hypothèse de la planète X à l'observatoire Palomar. À partir de ces images de pré-découverte, Brown et Trujillo calculent l'orbite de Quaoar,. Des images de pré-découverte supplémentaires de Quaoar sont ensuite identifiées, la plus ancienne connue ayant été trouvée par Edward Rhoads sur une plaque photographique photographiée le 25 mai 1954 à partir du Palomar Observatory Sky Survey,.
Avant d'annoncer la découverte de Quaoar, Michael Brown prévoit de mener des observations de suivi à l'aide du télescope spatial Hubble pour mesurer sa taille. Il juge ainsi nécessaire de garder les informations de découverte confidentielles lors des observations de suivi. Plutôt que de soumettre sa proposition Hubble sous un examen par les pairs, il envoie sa proposition directement à l'un des opérateurs de Hubble, qui lui a rapidement alloué du temps,. Lors de la mise en place de l'algorithme d'observation pour Hubble, Michael Brown avait également prévu d'utiliser l'un des télescopes de l'observatoire W. M. Keck à Mauna Kea, à Hawaï, dans le cadre d'une étude sur le cryovolcanisme sur les lunes d'Uranus. Cela lui a donné plus de temps pour des observations de suivi et il profite de toute la session d'observation en juillet pour analyser le spectre de Quaoar et caractériser sa composition de surface,.
La découverte de Quaoar est officiellement annoncée par le Centre des planètes mineures (MPC) dans une circulaire électronique le 7 octobre 2002. L'objet reçoit la désignation provisoire 2002 LM60, indiquant que sa découverte a eu lieu au cours de la première quinzaine de juin 2002,. Quaoar est le 1 512e objet découvert dans la première quinzaine de juin, comme indiqué par la lettre et les chiffres précédents dans sa désignation provisoire,. Le même jour, Trujillo et Brown rapportent leurs résultats scientifiques à partir d'observations de Quaoar lors de la 34e réunion annuelle de la Division for Planetary Sciences de l'Union américaine d'astronomie à Birmingham, Alabama. Ils y annoncent que Quaoar est le plus grand objet de la ceinture de Kuiper trouvé à ce jour, dépassant les précédents détenteurs de records Varuna et Aya,. La découverte de Quaoar est citée par Michael Brown comme ayant en partie contribué à la reclassification de Pluton en tant que planète naine. Depuis, des objets encore plus grands ont été découverts : (90377) Sedna en 2003, (90482) Orcus en 2004, (136199) Éris en 2004 ou 2005 et (136472) Makémaké en 2005.

### Dénomination
Lors de la découverte de Quaoar, on lui donne initialement le surnom temporaire "Object X" en référence à l'existence d'une hypothétique planète X, en raison de sa taille potentiellement grande et de sa nature inconnue. À l'époque, la taille de Quaoar est incertaine et sa forte luminosité conduit l'équipe de découverte à spéculer qu'il pourrait s'agir d'une dixième planète du Système solaire. Après avoir mesuré la taille de Quaoar avec le télescope spatial Hubble en juillet, l'équipe a commence à envisager des noms pour l'objet, en particulier ceux des mythologies locales amérindiennes. Conformément à la convention de dénomination de l'Union astronomique internationale (UAI) pour les planètes mineures, les objets non résonnants de la ceinture de Kuiper doivent être nommés d'après des divinités de la création. L'équipe choisit le nom de Kwawar, le dieu créateur du peuple Tongva, indigène du bassin de Los Angeles, où se trouvait l'institut de Michael Brown, le California Institute of Technology.
Selon Michael Brown, le nom "Quaoar" se prononce avec trois syllabes, et le site Web de Chad Trujillo sur Quaoar donne une prononciation à trois syllabes, /ˈkwɑː.oʊ(w)ɑːr/, comme approximation de la prononciation Tongva [ˈkʷaʔuwar]. Le nom peut également être prononcé en deux syllabes, /ˈkwɑːwɑːr/, reflétant l'orthographe et la prononciation anglaises habituelles de la divinité Kwawar,.
Dans la mythologie Tongva, Kwawar est la force de création sans sexe de l'univers, chantant et dansant pour faire apparaître les divinités dans l'existence,. Il chante et danse d'abord pour créer Weywot, puis ils chantent ensemble pour créer Chehooit et Tamit. Ce faisant, la force de création devient plus complexe à mesure que chaque nouvelle divinité se joignait au chant et à la danse. Finalement, après avoir réduit le chaos à l'ordre, ils créent les sept grands géants qui soutiennent le monde, puis les animaux et enfin le premier homme et la première femme, Tobohar et Pahavit,.
Lors de leur enquête sur les noms de la mythologie Tongva, Brown et Trujillo réalisent qu'il y avait des membres contemporains du peuple Tongva, qu'ils ont contactés pour obtenir la permission d'utiliser le nom. Ils consultent l'historien tribal Marc Acuña, qui a confirmé que le nom Kwawar serait en effet un nom approprié pour l'objet nouvellement découvert,. Cependant, les Tongva préfèrent l'orthographe Qua-o-ar, que Brown et Trujillo ont adoptée, mais avec les traits d'union omis. Le nom et la découverte de Quaoar sont annoncés publiquement en octobre, bien que Brown n'ait pas demandé l'approbation du nom par le Committee on Small Body Nomenclature (CSBN). En effet, le nom de Quaoar est annoncé avant la numérotation officielle de l'objet, ce que Brian Marsden - le directeur du Centre des planètes mineures (MPC) - remarque en 2004 comme une violation du protocole. Malgré cela, le nom est approuvé par le CSBN et la citation de dénomination, ainsi que la numérotation officielle de Quaoar, sont publiées dans une circulaire de la planète mineure le 20 novembre 2002.
Le fait que le numéro de planète mineure 50000 attribué à Quaoar soit un nombre rond n'est pas une coïncidence, mais pour commémorer sa grande taille étant donné qu'elle a été trouvée lors de la recherche d'un objet de la taille de Pluton dans la ceinture de Kuiper. Le grand objet de la ceinture de Kuiper (20000) Varuna est numéroté de la même manière pour une raison similaire. Cependant, des découvertes ultérieures encore plus importantes telles que (136199) Eris ont simplement été numérotées selon l'ordre dans lequel leurs orbites ont été confirmées.

## Caractéristiques orbitales

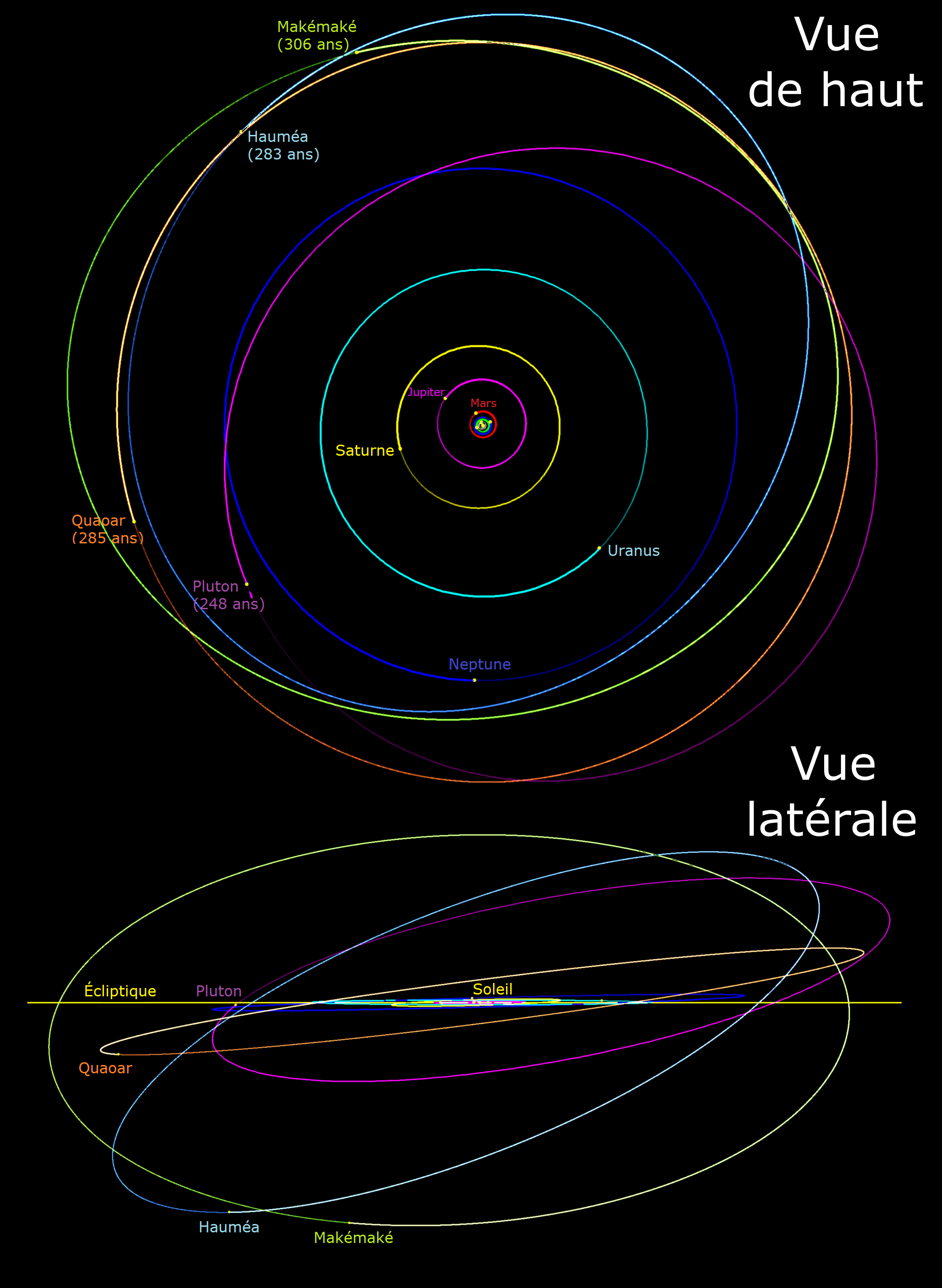
Orbite de Quaoar (en orange), comparée à celle des planètes et d'autres objets transneptuniens.

Quaoar orbite autour du Soleil à une distance moyenne de 43,5 UA, prenant 286,6 ans pour effectuer une orbite complète autour du Soleil. Avec une excentricité orbitale de 0,04, Quaoar suit une orbite presque circulaire, ne variant que légèrement en distance que d'environ 42 UA au périhélie à 45 UA à l'aphélie. A de telles distances, la lumière du Soleil met plus de 5 heures pour atteindre Quaoar. L'objet a passé son aphélie pour la dernière fois à la fin de 1932 et s'approche dorénavant du Soleil jusqu'à atteindre son prochain périhélie vers février 2075,.
Comme le montrent les vues ci-contre, son orbite est presque circulaire et peu inclinée, bien plus semblable à celle d'une planète que celle de Pluton (les positions indiquées sont celles du 1er janvier 2018).
Avec une orbite presque circulaire, éloignée de celle de Neptune (rayon orbital d'environ 43 ua contre 30 pour Neptune) et sans résonance majeure avec elle, Quaoar se classe parmi les cubewanos. Son orbite est même exceptionnelle parmi les grands cubewanos, qui suivent typiquement des orbites plus inclinées et plus excentriques. Quaoar est à l'abri des perturbations gravitationnelles causées par Neptune, contrairement à Pluton qui doit la stabilité de son orbite à la résonance orbitale.

## Caractéristiques physiques

### Taille

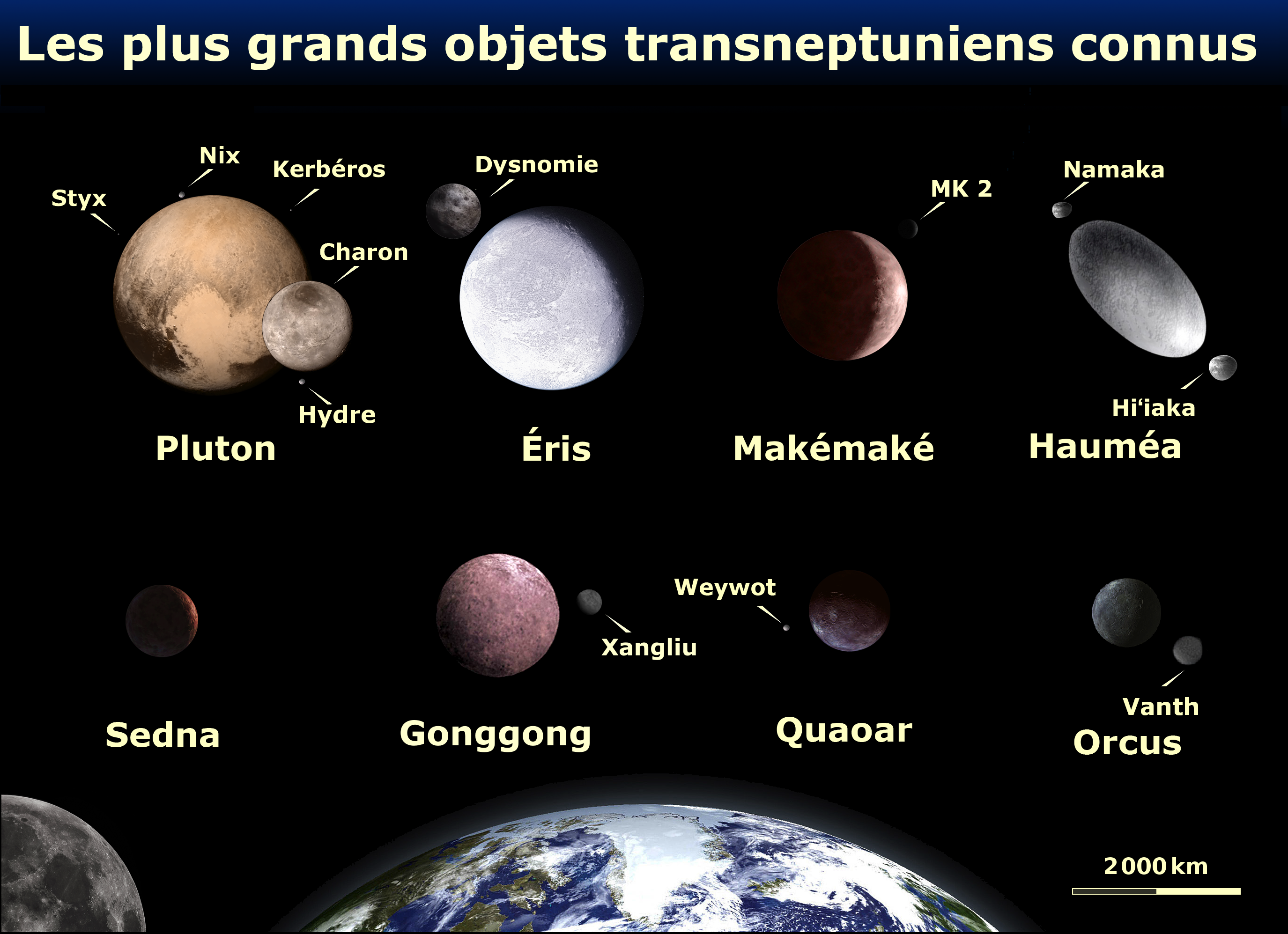
Quaoar comparé aux autres transneptuniens.

En 2004, le diamètre de Quaoar a été estimé à 1 260 km. Au moment de sa découverte en 2002, il s'agissait du plus gros objet trouvé dans le Système solaire depuis la découverte de Pluton. Il représente environ un dixième du diamètre de la Terre, un tiers du diamètre de la Lune ou la moitié de la taille de Pluton.
Quaoar a ensuite été largement dépassé par Eris, Sedna, Hauméa, et Makémaké. En outre, Orcus fut aussi découvert avec un diamètre certainement plus important que celui de Quaoar[réf. nécessaire].
Quaoar est le premier corps trans-neptunien à être étudié directement à partir du télescope spatial Hubble. En comparant attentivement cette image avec les images des étoiles en arrière-plan et en utilisant un modèle sophistiqué de l'optique TVH, Brown et Trujillo ont pu trouver un meilleur ajustement de la taille du disque. Cette méthode a été appliquée également pour mesurer la taille d'Éris.
Les relevés de ce satellite suggèrent un diamètre inférieur à 1 100 km.

### Cryovolcanisme

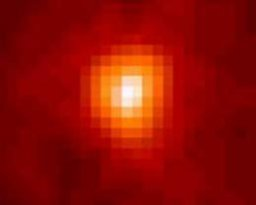
Image de (50000) Quaoar.

En 2004, les scientifiques ont été surpris de trouver des signes de glace cristalline sur Quaoar, ce qui indique que sa température s'est élevée au-dessus de -160 °C (110 K ou -260 °F) à un moment donné il y a moins de dix millions d'années.
De nombreuses spéculations circulent quant à ce qui aurait pu causer le réchauffement de Quaoar de sa température naturelle de -220 °C (55 K, soit -360 °F). Certains ont émis l'hypothèse qu'un amas de mini-météorites aurait pu augmenter la température.
La théorie la plus discutée propose qu'un cryovolcanisme peut être stimulé par la désintégration d'éléments radioactifs au sein de Quaoar.
De la glace d'eau cristalline a également été trouvée sur Hauméa, mais en plus grande quantité, ce qui est sans doute la cause de l'albédo très élevé de cet objet (0,7).
Des observations plus précises du spectre proche infrarouge effectuées en 2007 ont indiqué la présence de 5 % de méthane et d'éthane qui sont volatils.
Les deux modèles et les observations donnent à penser que seuls quelques corps plus vastes (Pluton, Eris, Makemake) peuvent retenir les glaces volatiles tandis que la population dominante des objets de la ceinture de Kuiper les a perdus. Quaoar, avec seulement de petites quantités de méthane, semble être dans une catégorie intermédiaire.

## Cortège de Quaoar

### Satellite

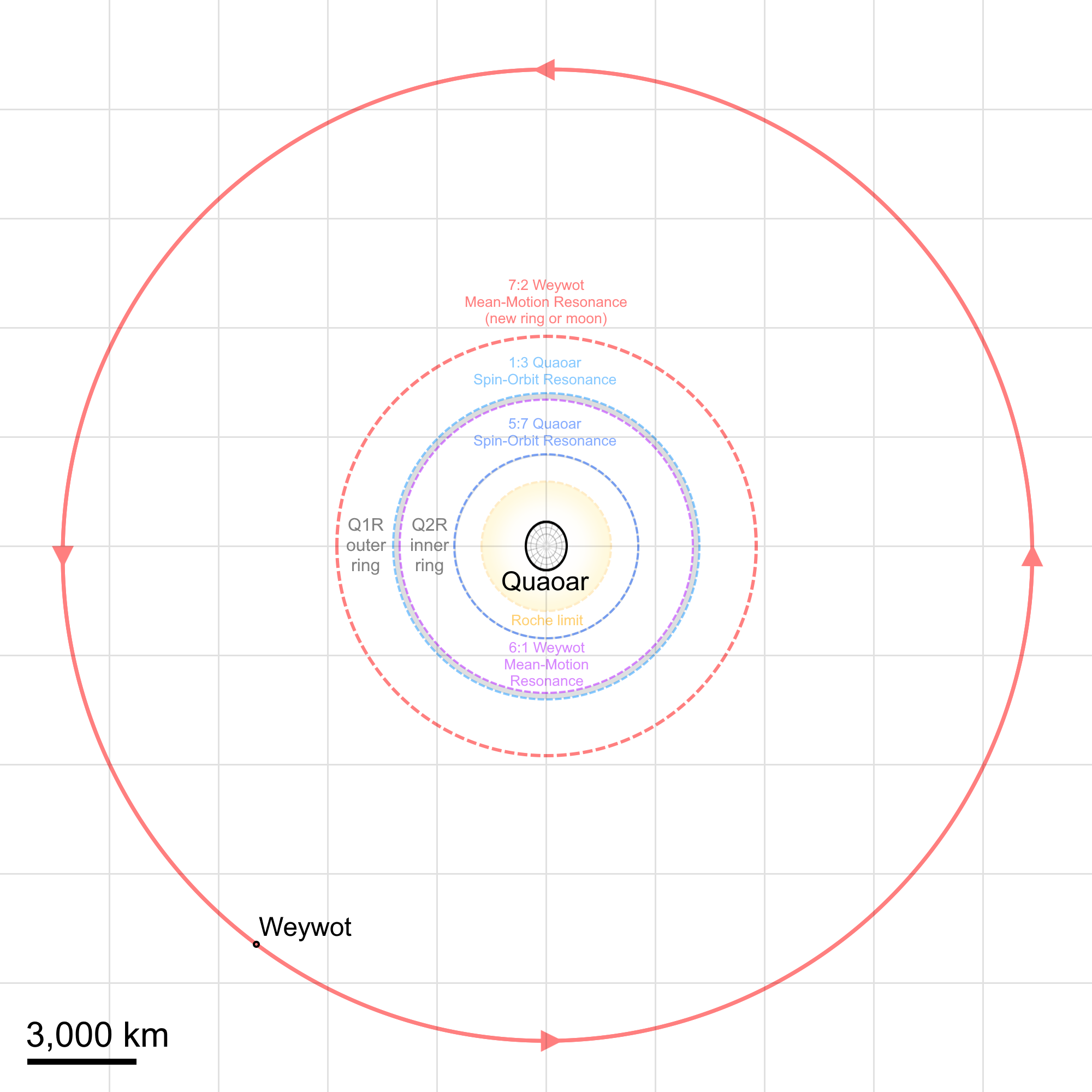
Quaoar, son anneau, et Weywot

Un satellite de Quaoar a été découvert par M. E. Brown et T.-A. Suerdans sur les photographies du télescope spatial Hubble en février 2006, et annoncée par l'Union astronomique internationale le 22 février 2007. Le satellite a été trouvé à 0,35 seconde d'arc de Quaoar avec une luminosité inférieure de 5,6 ± 0,2 (en unités de magnitude). En supposant un albédo semblable à celui de l'objet principal, la magnitude suggère un diamètre de 100 km. L'orbite de ce satellite doit encore être calculée.
Michael E. Brown a proposé le nom de Weywot, qui a été officialisé le 12 novembre 2009. Dans le panthéon du peuple tongva, Weywot est le fils de Quaoar.

### Anneaux

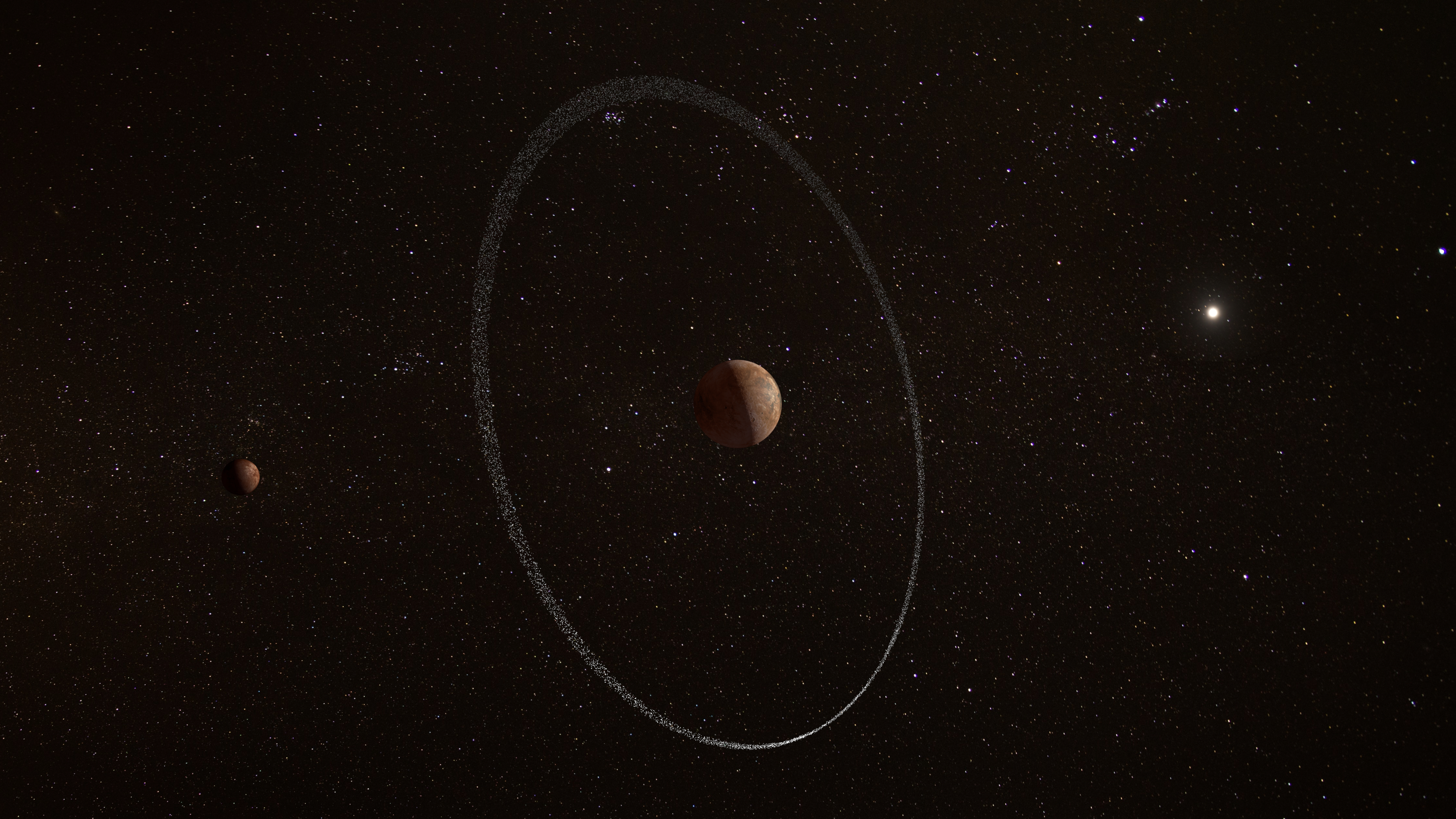
Vue d'artiste de l'anneau autour de Quaoar. Sa lune, Weywot, est également représentée.

La découverte d'un anneau autour de Quaoar est annoncée en février 2023. Elle résulte d'observations conjointes par le télescope spatial CHEOPS et différents instruments au sol entre 2018 et 2021, lors d'occultations. Quaoar est la troisième planète mineure pour laquelle on a confirmé l'existence d'un système d'anneaux, après (10199) Chariclo et (136108) Hauméa (sans compter (2060) Chiron, autour duquel des anneaux sont aussi suspectés).
L'anneau orbite autour de Quaoar à une distance évaluée initialement à 4 148,4 ± 7,4 km, puis réévaluée à 4 057 ± 6 km, plus de sept fois le rayon de Quaoar et plus du double de la limite de Roche. Il est irrégulier : sa largeur varie de 5 à 300 km, et il est plus opaque (plus dense) là où il est plus étroit. Les mesures suggèrent qu'il est en partie constitué de blocs de roches ou de glaces de taille kilométrique.
Quaoar est le premier objet connu à posséder un anneau dense au-delà de la limite de Roche, à une distance où les calculs indiquent que les particules devraient se rassembler pour former un satellite en moins de vingt ans,. L'anneau est à proximité de la résonance orbitale 6:1 avec le satellite Weywot à 4 021 ± 57 km et de la résonance spin-orbite 1:3 à 4 197 ± 58 km : ces résonances n'expliquent pas directement la stabilité de l'anneau (celle des anneaux de Chariclo et d'Hauméa est due à la résonance spin-orbite 1:3, mais ils sont situés en deçà de la limite de Roche), mais elles y contribuent sans doute. Il est possible que l'accrétion de l'anneau en un ou plusieurs satellites soit retardée par les propriétés mécaniques des particules de glace, qui favoriseraient les collisions élastiques aux dépens des coalescences,,.
En avril de la même année un second anneau est découvert, également par occultation, par la même équipe. Cet anneau est plus proche de Quaoar, situé à 2 520 ± 20 km, mais toujours au delà de la limite de Roche.

## Exploration

Quaoar vu par New Horizons.

Il a été calculé qu'une mission de survol de Quaoar prendrait 13,57 ans en utilisant l'assistance gravitationnelle de Jupiter et en se basant sur une date de lancement au 25 décembre 2016, 25 décembre 2027, 22 décembre 2028, 22 janvier 2030 ou 20 décembre 2040. Quaoar serait alors à une distance de 41 à 43 UA du Soleil à l'arrivée de la sonde spatiale.